# Pavetta rwandensis
Pavetta rwandensis är en måreväxtart som beskrevs av Diane Mary Bridson. Pavetta rwandensis ingår i släktet Pavetta och familjen måreväxter. Inga underarter finns listade i Catalogue of Life.